# Contea di Yalobusha
La contea di Yalobusha ( in inglese Yalobusha County ) è una contea dello Stato del Mississippi, negli Stati Uniti. La popolazione al censimento del 2000 era di 13 051 abitanti. Il capoluogo di contea è Water Valley.